# La Mansuétude
La Mansuétude – ou La Douceur – est un tableau réalisé par le peintre français Eustache Le Sueur en 1650. Cette peinture à l'huile exécutée sur bois est une allégorie qui représente la Mansuétude ou la Douceur sous les traits d'une jeune femme caressant un agneau alors qu'elle est assise de profil devant un fond gaufré doré. Commande de Guillaume Brissonnet pour décorer la chapelle de son hôtel particulier parisien, l'œuvre fait partie d'un ensemble représentant les Béatitudes dont un seul autre panneau est actuellement localisé, La Justice, à Strasbourg. Achetée en 1974, La Mansuétude est quant à elle conservée à l'Art Institute of Chicago, à Chicago, dans l'Illinois, aux États-Unis.

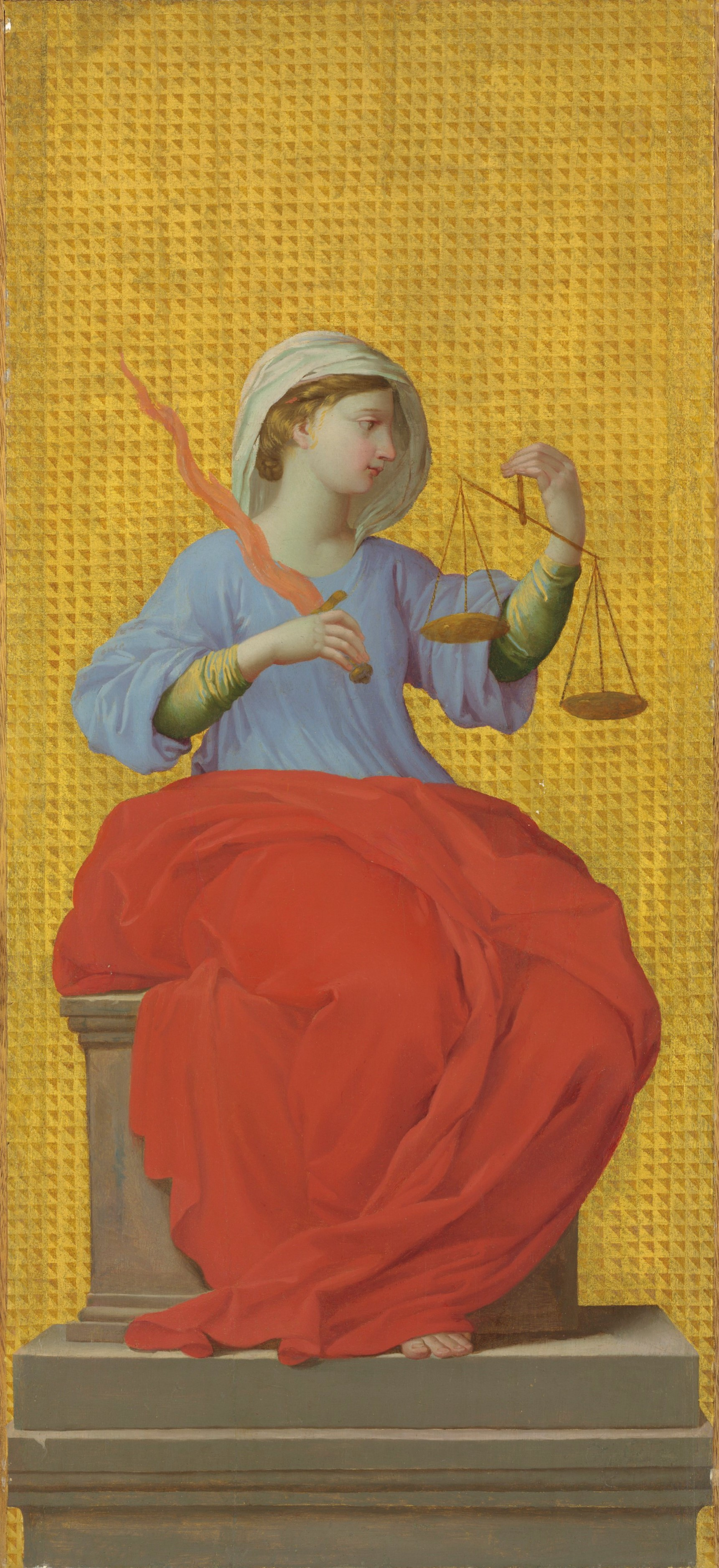
La Justice, musée des Beaux-Arts de Strasbourg.